# 다나베 가즈히코
다나베 가즈히코(일본어: 田辺 和彦, 1981년 6월 3일 ~ )는 일본의 전 축구 선수이다.

## 구단 경력
과거 쇼난 벨마레에서 활동하였다.